# Schwarzer Tanger
Schwarzer Tanger este o arie protejată (arie specială de conservare — SAC, sit de importanță comunitară — SCI) din Germania întinsă pe o suprafață de 142,05 ha, integral pe uscat.

## Localizare
Centrul sitului Schwarzer Tanger este situat la coordonatele 53°18′35″N 14°20′06″E / 53.3097°N 14.335°E.

## Înființare
Situl Schwarzer Tanger a fost declarat sit de importanță comunitară în februarie 1999 pentru a proteja 2 specii de animale. Situl a fost protejat și ca arie specială de conservare în februarie 1997.

## Biodiversitate
Situată în ecoregiunea continentală, aria protejată nu include niciun habitat protejat.
La baza desemnării sitului se află mai multe specii protejate:
- amfibieni (1): buhai de baltă cu burta roșie (Bombina bombina)
- mamifere (1): vidră de râu (Lutra lutra)

Pe lângă speciile protejate, pe teritoriul sitului au mai fost identificate 9 specii de plante, 2 specii de amfibieni.